# Alois von Beckh-Widmanstätten
Alois Beckh von Widmanstätten, mit vollem Namen und Titel auch Alois Joseph Franz Xaver Beckh, Edler von Widmanstetten, (* 12. Juli 1754 in Graz; † 10. Juni 1849 in Wien) war ein österreichischer Naturwissenschaftler.

## Leben
Beckh von Widmanstätten studierte an der Karl-Franzens-Universität Graz Naturwissenschaften. In der Folge übernahm er von seinem Vater die familiäre Druckerei, die er vergrößerte und durch eine Schriftsetzerei erweiterte.
Während dieser Zeit widmete er sich weiter den Naturwissenschaften. Kurz nach den Brüdern Montgolfier führte auch er in Wien Versuche mit Heißluftballons durch, die bereits 200 Meter hoch stiegen. Diese Versuche wurden aber nicht mehr weiter verfolgt.
Durch die Josephinischen Reformen verlor er die Monopolstellung der Druckerei und war plötzlich einer Konkurrenzsituation ausgesetzt. Ergänzt durch Zwistigkeiten in der Familie verlor er das Interesse an der Druckerei. Zuerst verpachtete er sie, verkaufte sie aber schließlich 1807 an Andreas Leykam, der damit mit seinem Verlag der wichtigste Verlag in Graz wurde.
Bereits 1804 übernahm er die Leitung der Pottendorfer Spinnerei, die er bereits 1807 niederlegte. Auf Drängen Kaiser Franz I. wurde er Direktor des neu gegründeten k.k. Fabriksprodukten-Kabinetts, das vorerst in der Hofburg, später im Palais Sprintzenstein im ersten Bezirk war. In dieser Ausstellung wurden viele neue Produkte aus dem gesamten Gebiet des Kaisertums Österreich aus der  gerade beginnenden Industrie vorgezeigt.
Bei Überlegungen, die Sammlung in ein neues Gebäude zu übersiedeln, traf er mit Karl Franz Anton von Schreibers, der in der Hofburg die Mineraliensammlung betrieb, zusammen. In dieser Sammlung befanden sich auch zahlreiche Exponate von Steinen, die vom Himmel fielen. So wurde auch Widmanstätten auf die Meteoriten aufmerksam und begann zahlreiche Versuche, bei denen diese Eisenteile geschliffen und mit Salpetersäure geätzt wurden, wobei für die Eisen-Meteoritenstruktur charakteristische Lamellenmuster erschienen. In der Folge machte er von diesen Mustern mittels Druckerschwärze auch Drucke. Seine Entdeckungen veröffentlichte er selbst aber nie. In Werken seines Freundes Schreibers wurden sie später als Widmanstättensche Figuren bekannt.
Das Produktenkabinett sollte 1814 in das Polytechnische Institut (Vorgänger der heutigen Technischen Universität) eingegliedert werden. Er selbst sollte dort eine Lehrkanzel erhalten, die er aber nicht annahm, da er diese Berufung als Erniedrigung empfand. Schließlich fuhr er mit Johann von Österreich und Ludwig von Österreich-Toskana nach England.
Im Jahr 1817 wurde er pensioniert und noch zeitweise als Sachverständiger zu Rate gezogen, lebte jedoch zurückgezogen. Auf seinen Wunsch wurde er auch nie gemalt, sodass heute kein Bild von ihm existiert. Im Jahr 1849 starb er. Ihm zu Ehren sind der Mondkrater Widmannstätten (1973) und der Asteroid (21564) Widmanstätten benannt.